# ドミニク・ラーブ
ドミニク・レニー・ラーブ（英語：Dominic Rennie Raab、1974年2月25日 - ）は、イギリスの政治家。前副首相兼大法官。イーシャー・アンド・ウォールトン選挙区選出庶民院議員。筆頭国務大臣、外務・英連邦大臣、住宅・都市計画担当副大臣、欧州連合離脱大臣、副首相、司法大臣を歴任した。

## 来歴
1974年2月25日にイングランドのバッキンガムシャーで誕生する。オックスフォード大学で法学を学び、後にケンブリッジ大学で修士号を修得する。リンクレーターズにて国際法の弁護士として活動をスタートさせ、プロジェクト・ファイナンス、国際訴訟、独占禁止法などを取り扱う。2000年に外務・英連邦省に入省し、海外領土・投資家保護・対テロ作戦など幅広い領域に関して助言を行う。2010年に庶民院議員に初当選し、2018年7月9日よりテリーザ・メイ政権の欧州連合離脱大臣となったが、同年11月15日に離脱合意案をめぐる対立により辞職した。2019年6月の保守党党首選挙に立候補したが、第2回議員投票にて30票に留まり、次のラウンドに進むために必要な33票に届かなかったため脱落した。
2019年7月発足のボリス・ジョンソン政権で外務・英連邦大臣に任命され、事実上の政権ナンバー2となった。2020年にジョンソン首相が新型コロナウイルスに感染し重症化した際には、ラーブが首相代行と新型ウイルス対策会議議長を務めた。
2021年8月のターリバーンによるアフガニスタン制圧の最中に、ギリシャのクレタ島で休暇を過ごしていたことで外務大臣から解任すべきとの声が高まり、9月15日の内閣改造で下位閣僚職の司法相に降格されたが、同時に副首相に任命された。これは副首相を兼任させることで、降格の痛手が和らぐようジョンソンが配慮したものとされた。2022年7–9月イギリス保守党党首選挙では、リシ・スナクを支持。短命に終わったリズ・トラス政権後、2022年10月に発足したリシ・スナク政権において、副首相兼司法省に返り咲いた。
2023年4月21日、自身のパワハラ問題の調査結果を受けて副首相を辞任した。

## 政策・主張
欧州懐疑派の議員である。2016年6月に行われたヨーロッパ連合離脱の是非を問う国民投票に際して、ヨーロッパ連合離脱を支持した。
EU法に従えば、イギリスは真の深刻かつ目下の脅威となる者に限って、ヨーロッパ連合からのイギリスへの入国を拒否できる。この基準は非常に厳格であり、イギリスは過去の有罪判決・テロへの関与・交戦地帯への説明無き渡航などに基づいて入国を拒否できないのである。2010年以降ヨーロッパ連合以外からの渡航者については約67000人が入国拒否されたが、ヨーロッパ連合からの渡航者については入国拒否は約6000人となっている。
イスラム国によるテロとの戦いには大陸のヨーロッパとの共同作業は必須であるが、データ共有・取り締まり業務に関しては（共同作業をするのに）イギリスはヨーロッパ連合に加盟する必要は無い。EU法がイギリスにとっての脅威となっており、イギリスは自国民を守るための事前処置を施せない。そしてヨーロッパ連合はこのEU法の改正を拒んでいる。ラーブはヨーロッパ連合を離脱してこそイギリスの国境コントロールを取り戻せると述べている。
またメイ政権で行われたイギリスのヨーロッパ連合離脱後の、ヨーロッパ連合加盟国であるアイルランドとイギリス領である北アイルランドの間の国境管理に関する合意には反対であり、欧州連合離脱大臣の辞職につながった。

## 人物
空手で、黒帯を取得している。